# Ludowe Wojsko Polskie

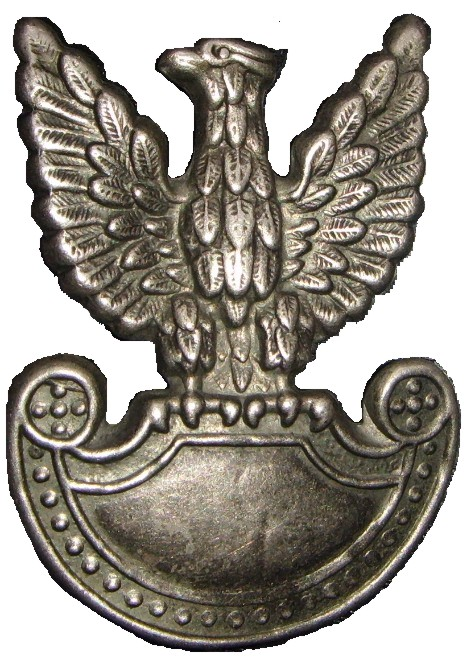
Insigna Armatei Populare a Poloniei, 1945-1990

Ludowe Wojsko Polskie (Armata Populară a Poloniei, LWP) a fost a doua formație a forțelor armate poloneze din răsărit (1943-1944) și forța armată a Poloniei comuniste (1944-1989). Acest nume a fost folosit de propaganda comunistă poloneză în ciuda faptului că denumirile oficiale au fost Armii Polskiej w ZSRR (Armata Poloneză din URSS) în perioada 1943-1944, Wojsko Polskie (Armata Poloneză) și Siły Zbrojne Rzeczpospolitej Polskiej (Forțele Armate ale Republicii Poloneze) între 1944-1952 și, după promulgarea constituției din 1952, Siły Zbrojne Polskiej Rzeczypospolitej Ludowej (Forțele Armate ale Republicii Populare Poloneze).
În timpul celui de-al doilea război mondial, cele două mari unități ale acestei forțe militare au fost Armata I Poloneză și Armata a II-a Ploneză. Armata I a participat la luptele pentru eliberarea Poloniei în 1944 – 1945, iar cele două au participat împreună la luptele din Germania Răsăriteană în 1945. Unitățile LWP au fost organizate după modelul sovietic. 